# El Llano (Panamà)
El Llano és un corregiment del districte de Chepo a la província de Panamà, República de Panamà. Amb una elevació mitjana de 30 msnm tenia 2.819 habitants l'any 2010.